# Aldington Frith
Aldington Frith – wieś w Anglii, w hrabstwie Kent, w dystrykcie Ashford. Leży 35 km na południowy wschód od miasta Maidstone i 87 km na południowy wschód od centrum Londynu.